# 小林和紘
小林 和紘（こばやし かずひろ、1969年3月28日 - ）は、日本の演出家・プロデューサー。2011年までは小林和宏名義で活動していた。

## 来歴
京都府出身。ビジュアルアーツ専門学校（大阪）卒業後、松竹京都映画撮影所を経て、フジクリエイティブコーポレーション（FCC）に入社。永山耕三や中江功、杉田成道、佐々部清などの監督に師事し、主にフジテレビのテレビドラマの演出を手がけている。

## 作品

### 小林和宏 名義

#### 助監督
映画
- THE WINDS OF GOD（1995年、松竹）

テレビドラマ
- 鬼平犯科帳（1989年、フジテレビ）
- 必殺仕事人・激突!（1991年、朝日放送・松竹）
- 森の石松 すし食いねェ！ご存じ暴れん坊一代（1992年、フジテレビ)
- 北の国からシリーズ（フジテレビ）
  - '95秘密（1995年）
- おいしい関係（1996年、フジテレビ)

#### 演出補
- ラブジェネレーション（1997年、フジテレビ)
- 眠れる森（1998年、フジテレビ)
- 北の国からシリーズ
  - '98時代（1998年）
  - 2002遺言（2002年）
- 海峡を渡るバイオリン（2004年11月27日、フジテレビ）

#### 演出
- 美少女H（1998年、フジテレビ）
- モナリザの微笑（2000年、フジテレビ）
- らぶ・ちゃっと（2000年、フジテレビ）
- ラブ・レボリューション（2001年、フジテレビ）
- 怪談百物語（2002年、フジテレビ） - 第4・10・11回
- いつもふたりで（2003年、フジテレビ）
- Dr.コトー診療所（2003年、フジテレビ）
- ディビジョン1ステージ11『青空恋星』 （2004年、フジテレビ）
- 日韓合作ドラマ2004 「STAR'S ECHO〜あなたに逢いたくて〜」（2004年） - 共同演出
- 電車男（2005年、フジテレビ）
- チェケラッチョ!! in TOKYO（2006年、フジテレビ）
- まるまるちびまる子ちゃん（2007年、フジテレビ）
- 出るトコ出ましょ!（2007年9月22日、フジテレビ）
- チャンス!〜彼女が成功した理由〜（2009年、フジテレビ）
- 地デジカ家族（2009年、フジテレビ）
- 恋する日本語（2010年、NHK）

### 小林和紘 名義

#### 脚本
- 郷土の偉人シリーズ（テレビ熊本）
  - 「絆を通した種山石工 橋本勘五郎 ～明日に架ける橋～」（2016年） - 共同執筆[1]
  - 「合志義塾 ～カタルパの樹がつなぐ明日～」（2017年） - 共同執筆[2]

#### 演出
- スイッチガール!!（2011年、フジテレビTWO）
  - スイッチガール!!2（2012年、フジテレビTWO）
- 結婚同窓会 〜SEASIDE LOVE〜（2012年、フジテレビTWO）
- カスペ!「ちびまる子ちゃん」（2013年10月1日、フジテレビ）
- 天誅〜闇の仕置人〜（2014年、フジテレビ）
- 土ドラ「ファースト・クラス」第1シリーズ（2014年、フジテレビ） - プロデュース兼任
- 木ドラ24「ナースが婚活!?」（2024年、テレビ東京） - 第5話

#### プロデュース
- 山田太一ドラマスペシャル「よその歌 わたしの唄」（2013年）
- 恋愛は必然である〜ドラマで分かる! 新感覚恋愛法則〜（2014年、BeeTV）
- 土曜プレミアム「容疑者は8人の人気芸人」（2015年4月18日、フジテレビ）
- ファイブ（2017年、フジテレビ） - 第1・2・8話の演出も兼任
- 金魚妻（2022年、Netflix）
- ポップUP!ドラマ「昼上がりのオンナたち」（2022年、フジテレビ）
- グランマの憂鬱（2023年、東海テレビ・FCC） - 第3話

#### 協力プロデュース
- クズの本懐（2017年、フジテレビ）